# 嘉寶半齧脂鯉
嘉寶半齧脂鯉為輻鰭魚綱脂鯉目脂鯉亞目脂鯉科的其中一個種，分布於南美洲馬拉開波湖流域，體長可達11.5公分，棲息在底中層水域，生活習性不明。